# Vyšný Slavkov
Vyšný Slavkov (in ungherese Felsőszalók, in tedesco Ober-Schlauch) è un comune della Slovacchia facente parte del distretto di Levoča, nella regione di Prešov.

## Storia
Fu menzionato per la prima volta nelle cronache storiche nel 1347.
Paese noto come luogo di nascita di Gustáv Popovič, un lavoratore che nel 1932 venne raffigurato nella iconica fotografia Lunch atop a Skyscraper.